# Macroteleia rossi
Macroteleia rossi är en stekelart som beskrevs av Muesebeck 1977. Macroteleia rossi ingår i släktet Macroteleia och familjen Scelionidae. Inga underarter finns listade i Catalogue of Life.